# Jean-Claude Hollerich
Jean-Claude Hollerich (Differdange, 9 agosto 1958) è un cardinale e arcivescovo cattolico lussemburghese, dal 12 luglio 2011 arcivescovo di Lussemburgo e dal 25 settembre 2021 vicepresidente del Consiglio delle conferenze dei vescovi d'Europa. È relatore generale del Sinodo sulla sinodalità..

## Biografia
È nato a Differdange, cittadina industriale del Lussemburgo meridionale, non lontana dal confine francese, si è poi trasferito a Vianden, prossima invece al confine tedesco. 

### Formazione e ministero sacerdotale
Dopo gli studi secondari nella Scuola Apostolica dei Sacerdoti del Sacro Cuore di Gesù di Clairefontaine, nel comune belga di Arlon, e poi al liceo classico di Diekirch, si è trasferito a Roma, presso il Collegio Germanico-Ungarico, per avviare la formazione al sacerdozio e studiare teologia presso la Pontificia Università Gregoriana. Nel 1981 è entrato nella Compagnia di Gesù e ha seguito la formazione dei gesuiti della Provincia del Belgio meridionale e del Lussemburgo. Dopo il noviziato a Namur e due anni di tirocinio pastorale a Lussemburgo dal 1983 al 1985 come insegnante al liceo francese di Vauban, è partito per il Giappone dove ha fatto gli studi di lingua e cultura giapponese e ha ripreso lo studio della teologia all'Università Sophia di Tōkyō dal 1985 al 1989. Ha completato gli studi teologici a Francoforte sul Meno con la licenza.
Il 21 aprile 1990 è stato ordinato presbitero per la Compagnia di Gesù. Dopo l'ordinazione, dal 1990 al 1994, ha studiato lingua e letteratura tedesca alla Università Ludwig Maximilian di Monaco. Nello stesso periodo è stato accompagnatore spirituale dei seminaristi durante l'anno propedeutico al seminario maggiore di Lussemburgo e responsabile della pastorale vocazionale. Dal 1994 ha insegnato è stato professore di tedesco, francese e studi europei all'Università Sophia di Tōkyō, e dal 1999 è stato cappellano degli studenti della medesima Università. Il 18 ottobre 2002 ha emesso i voti perpetui nella chiesa di Sant'Ignazio a Tōkyō. Inoltre dal 2008 è stato rettore della comunità dei Gesuiti all'Università Sophia di Tokyo e vice-rettore del medesimo ateneo per gli affari generali e studenteschi. È stato anche delegato della Conferenza episcopale giapponese per la preparazione e la partecipazione alla Giornata mondiale della gioventù 2005.
Dal 1994 fa parte delle fratellanze studentesche cattoliche AV Edo-Rhenania di Tokyo e AV Rheinstein di Colonia.

### Ministero episcopale e cardinalato
Il 12 luglio 2011 papa Benedetto XVI lo ha nominato arcivescovo di Lussemburgo in sostituzione dell'anziano arcivescovo Fernando Franck. Il 16 ottobre successivo Ha ricevuto l'ordinazione episcopale dal predecessore Fernand Franck, co-consacranti il cardinale Joachim Meisner, arcivescovo metropolita di Colonia, e l'arcivescovo metropolita di Tokyo Peter Takeo Okada. Il 20 ottobre 2012 ha celebrato nella cattedrale di Notre-Dame le nozze fra il principe ereditario Guglielmo di Lussemburgo e la contessa Stéphanie de Lannoy.

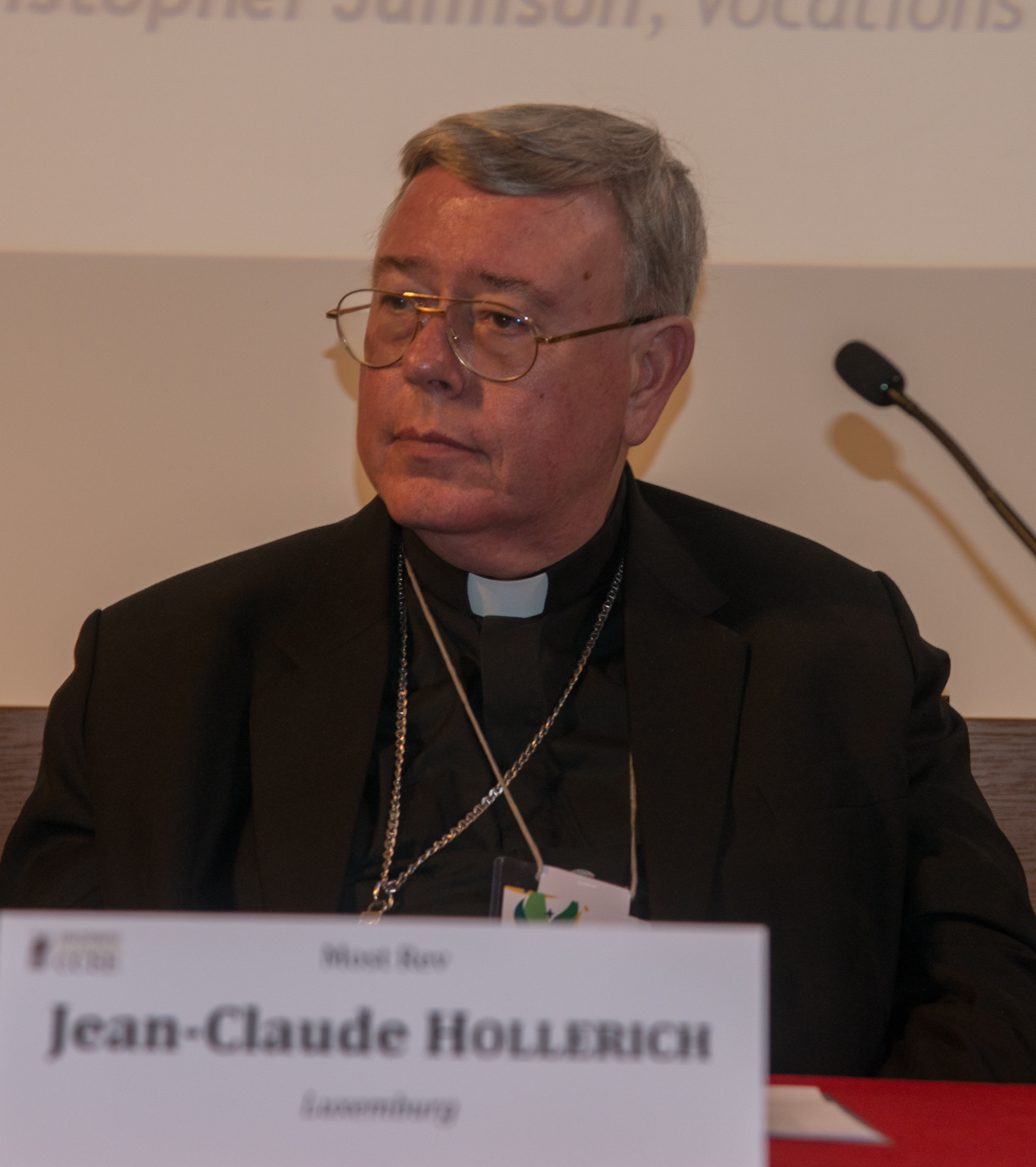
Mons. Hollerich nel 2017

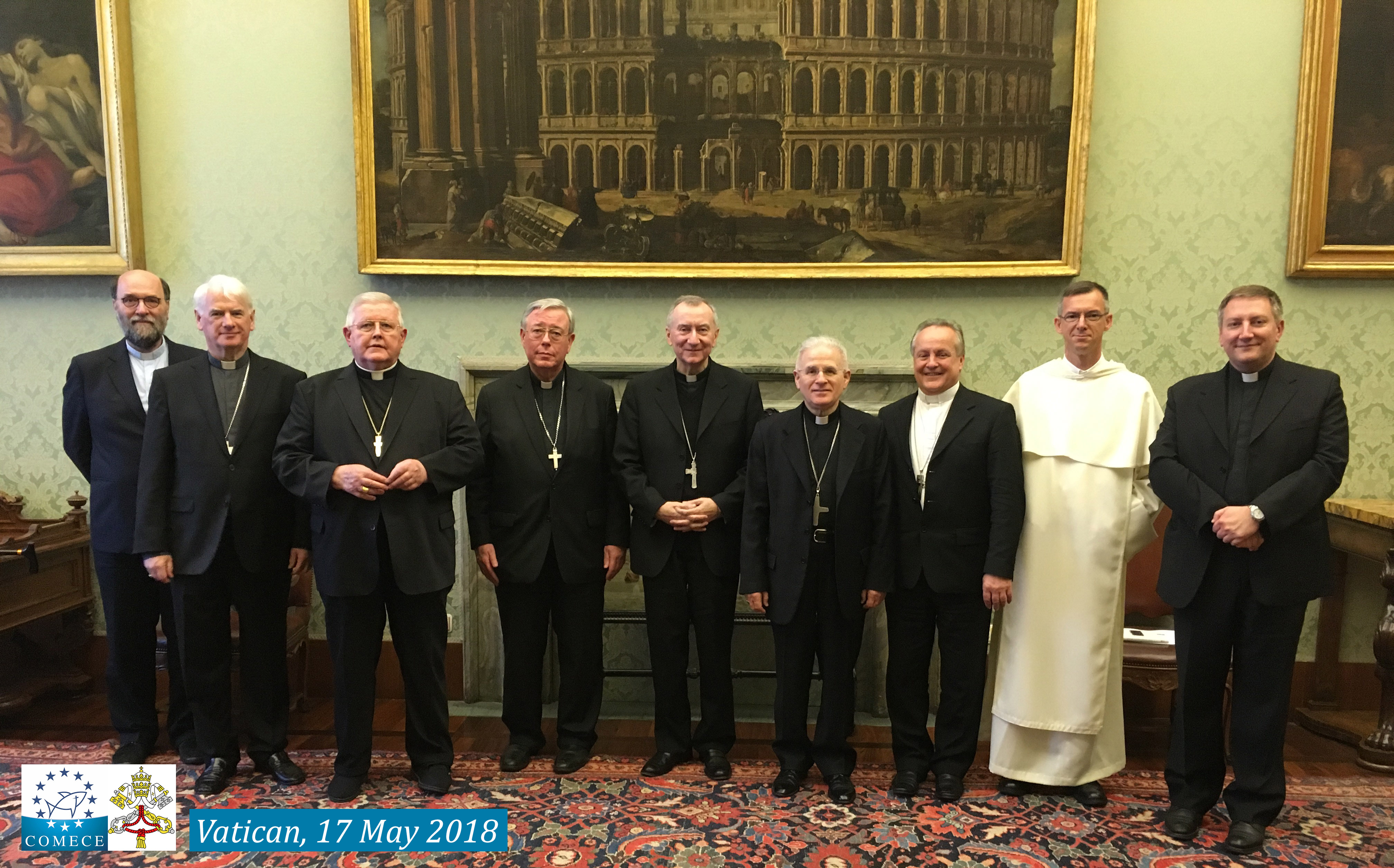
Incontro in Vaticano dei membri del Comitato permanente della COMECE: mons. Hollerich è il quarto da sinistra, accanto al cardinale Pietro Parolin

L'8 marzo 2018 è stato eletto presidente della Commissione delle conferenze episcopali della Comunità Europea (COMECE), carica mantenuta fino al 22 marzo 2023.
Il 1º settembre 2019 papa Francesco ne ha annunciato la creazione a cardinale nel concistoro del successivo 5 ottobre: è il primo cardinale lussemburghese. Ha ricevuto il titolo di San Giovanni Crisostomo a Monte Sacro Alto, del quale ha preso possesso il 16 febbraio 2020.
L'8 luglio 2021 è stato nominato relatore generale della XVI assemblea generale ordinaria del Sinodo dei vescovi.
Il 25 settembre successivo è stato eletto vicepresidente del Consiglio delle conferenze dei vescovi d'Europa e il 29 settembre è stato nominato da papa Francesco membro della Congregazione per l'educazione cattolica. Il 7 marzo 2023 è stato nominato membro del Consiglio dei cardinali.
Il 7 e 8 maggio 2025 ha partecipato come cardinale elettore al conclave che ha portato all'elezione di papa Leone XIV.

## Posizioni
Per le sue posizioni in materia di fede e di morale è considerato parte del clero progressista.
Nel 2019, poco dopo l'elezione a cardinale, ha espresso apertura rispetto all'ipotesi di ordinare sacerdoti gli uomini sposati, definendo "un meraviglioso arricchimento" la presenza di diaconi sposati. Rispetto all'ordinazione femminile, nel 2020 si è espresso dichiarando di non avere maturato una posizione e nel 2023, dopo che papa Francesco aveva espresso la propria contrarietà, ha sostenuto che la chiusura sancita nel 1994 da Giovanni Paolo II un giorno potrà essere superata, a patto che ciò non ingeneri tensioni all'interno della Chiesa cattolica e non comprometta la relazione con gli ortodossi, e che in ogni caso alle donne dovrebbe essere riconosciuta una responsabilità pastorale.
Nella stessa occasione ha definito "dubbio" l'uso dell'espressione "intrinsecamente disordinata" per riferirsi alla condizione delle persone LGBT.. In passato aveva dichiarato che è superato il fondamento sociologico-scientifico alla base dell'insegnamento cattolico sull'omosessualità.
Nel 2022 il cardinale George Pell ha invitato la Congregazione per la dottrina della fede a rimproverare pubblicamente il cardinale Jean-Claude Hollerich e il vescovo Georg Bätzing, presidente della Conferenza episcopale tedesca, per il loro “completo ed esplicito rifiuto” dell’insegnamento della Chiesa sull’etica sessuale.

## Opere
- Narrativität im Konstantinopolitanischen Glaubensbekenntnis: Sophia Linguistica, N. 37 (1994)
- Different Way of Dialogue, in: Bulletin of Universities and Institutes: Sophia University, N. 29 (1994)
- Der Ursprung der Schulgrammatik, in: Bulletin of Universities and Institutes: Sophia University, N. 30 (1995)
- Das Entstehen eines Nationalbewusstseins in Luxemburg: Bulletin of Universities and Institutes, Sophia University, N. 32 (1997)

## Genealogia episcopale e successione apostolica
La genealogia episcopale è:
- Cardinale Scipione Rebiba
- Cardinale Giulio Antonio Santori
- Cardinale Girolamo Bernerio, O.P.
- Arcivescovo Galeazzo Sanvitale
- Cardinale Ludovico Ludovisi
- Cardinale Luigi Caetani
- Cardinale Ulderico Carpegna
- Cardinale Paluzzo Paluzzi Altieri degli Albertoni
- Papa Benedetto XIII
- Papa Benedetto XIV
- Papa Clemente XIII
- Cardinale Bernardino Giraud
- Cardinale Alessandro Mattei
- Cardinale Pietro Francesco Galleffi
- Cardinale Filippo de Angelis
- Cardinale Amilcare Malagola
- Cardinale Giovanni Tacci Porcelli
- Cardinale Fernando Cento
- Vescovo Léon Lommel
- Arcivescovo Jean Hengen
- Arcivescovo Fernand Franck
- Cardinale Jean-Claude Hollerich, S.I.

La successione apostolica è:
- Vescovo Léon Wagener (2019)